# Видрна
Видрна — село на Закерзонні, у гміні Дидня, Березівського повіту Підкарпатського воєводства, у південно-східній частині Польщі. Населення — 582 особи (2011).

## Розташування
Розташоване приблизно за 6 км на північ від адміністративного центру ґміни села Дидня, за 10 км на північний схід від повітового центру Березова і за 35 км на південь від воєводського центру Ряшева.

## Історія
Вперше згадується 1430 року.
Село знаходиться на заході Надсяння, де внаслідок примусового закриття церков у 1593 р. власницею Катариною Ваповською українське населення зазнало латинізації та полонізації.
У 1895 р. Видрна складалася з трьох частин: поселення Кичерки з 13 будинків і 74 жителів, фільварку Сенковських з 5 будинків і 51 жителя та села з 105 будинків і 582 жителів; разом було 123 будинки і 707 жителів (120 греко-католиків, 569 римо-католиків і 18 юдеїв). Греко-католики належали до парафії Іздебки Бірчанського деканату Перемишльської єпархії.
На 1936 р. був 101 греко-католик, які належали до парафії Іздебки Динівського деканату Апостольської адміністрації Лемківщини. Метричні книги велися від 1784 р. Село належало до Березівського повіту Львівського воєводства.
На 01.01.1939 у селі було 1070 жителів, з них 100 українців, 950 поляків і 20 євреїв.
У 1975—1998 роках село належало до Кросненського воєводства.

## Демографія
Демографічна структура станом на 31 березня 2011 року:
|          | Загалом | Допрацездатний вік | Працездатний вік | Постпрацездатний вік |
| -------- | ------- | ------------------ | ---------------- | -------------------- |
| Чоловіки | 295     | 66                 | 201              | 28                   |
| Жінки    | 287     | 60                 | 150              | 77                   |
| Разом    | 582     | 126                | 351              | 105                  |